# Ildsø
 Ildsø (dansk) eller Ihlsee (tysk) er en udtørret sø, nu en lav eng, beliggende vest for Frørup Bjerge i Lusangel i det centrale Sydslesvig syd for Flensborg. Engen ligger syd for Tinghøj på grænsen mellem Oversø (Frørup) og Siversted sogne (Sønder Smedeby) i Ugle Herred. De åbne arealer er dækket af bl.a. rørgræs og gråpil samt siv og star. En lille å (Ildsøstrøm, ty. Ihlseestrom) løber nu i midten og falder syd for Frørupgård og tæt ved gården Troldkær (Trollkjer) i Trenen. Strømmen afvander Store Solt Mose og har tilløb af den lille Tingvad Å/Ballebæk.
Søen er første gang nævnt 1587. Forleddet er dyrenavnet igle (glda. *ighil). Der findes også en Ilsø mellem Gottrupelle og Harreslev i Hanved Sogn vest for Flensborg.